# Jätteträd

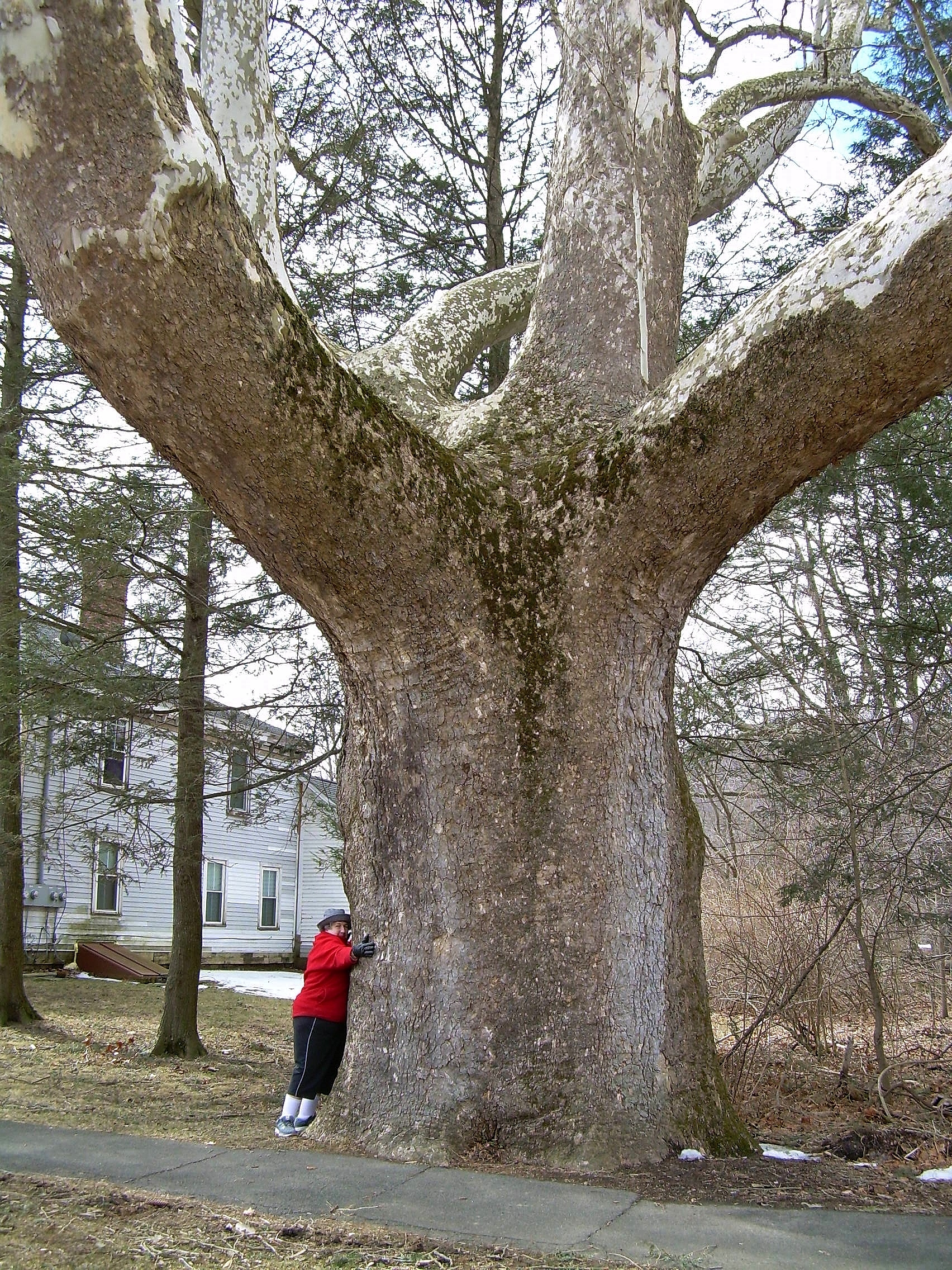

Jätteträd definieras i Sverige som träd med en brösthöjdsdiameter över en meter, vilket motsvarar en omkrets på mer än 314 cm vid höjden 130 cm. Sådana träd kan vara betydelsefulla i olika biotoper och noteras därför vid inventeringar och naturvärdesbedömningar.

## Jätteträd i ekologi och naturvård
I barrskog är träd med diameter över en meter vid inventeringar alltid notervärda, men även gamla barrträd av mindre storlek, ofta solitärt stående men också överståndare i yngre bestånd, kan vara notervärda då de kan hysa hotade arter och rovfågelbon.
I ädellövnaturskog kan enstaka "jätteträd" eller "gammelträd" ha en mycket hög ålder, och kan fungera som bärare av urskogskontinuitet.
Extremt stora träd, flera hundra år gamla träd samt stammar med håligheter anses viktiga för biologisk mångfald, där artrikedomen ökar med stigande ålder. Med anledning av detta startade Naturvårdsverket 2004 ett åtgärdsprogram för att förhindra att sådana träd försvinner. Vid en utvärdering 2017 visades att 37 800 sådana träd friställts, vilket innebär att man röjt i trädets närhet för att förbättra dess livsbetingelser.

## Jätteträd i historia och folktro
Jätteträd är alltid träd av en avsevärd ålder, något som genom tiderna fascinerat människor och gett upphov till mytologiska föreställningar. Här finns inslag som grandyrkan under bronsåldern, björnoffer i träd under vikingatiden, framtagning av naturläkemedel och offer vid gamla tallar.
Även i mer modern tid väcker jätteträd fascination, där träden kommit att förmedla historier, sägner och skrönor, eller bara förundran inför deras storlek och skönhet.